# The Runaway (serie televisiva)
The Runaway è una serie televisiva britannica formata da soli 6 episodi.
È basata sull'omonimo romanzo scritto da Martina Cole.
In Inghilterra venne trasmessa dal 31 marzo 2011 sui canali televisivi Sky1 e Sky1 HD.